# Contrapils
Contrapils is een Belgisch bier.
Het bier wordt gebrouwen door Brouwerij Contreras te Gavere.
Contrapils is een pils met een alcoholpercentage van 5%. Het bier werd voor het eerst gebrouwen in 1954.